# Mura di Visby
Le mura di Visby (in svedese Visby ringmur) sono le mura medievali che circondano la città svedese di Visby. Costituiscono la cinta muraria medievale più resistente, più estesa e meglio conservata di tutta la Scandinavia, parte del patrimonio mondiale dell'UNESCO assieme alla cittadina anseatica di Visby.
Furono costruite in due fasi durante i secoli tredicesimo e quattordicesimo; sono ancora in piedi circa 3,44 km degli originali 3,6, nonché 27 delle 29 torri grandi e 9 delle 22 più piccole. Un certo numero di case di datazione precedente alle mura fu incorporato all'interno di esse durante una delle due fasi della costruzione. Durante il XVIII secolo, furono aggiunte delle fortificazioni in molti posti e furono ricostruite alcune torri per ospitare i cannoni.
Nel 2013 furono visitate da circa 800.000 turisti.

## Storia
La parte più antica della cinta muraria è una torre difensiva, oggi chiamata Kruttornet (la Torre della polvere da sparo). La sua erezione, all'entrata del porto, nel dodicesimo secolo fa di essa la struttura non religiosa più antica dei paesi nordici. La costruzione di una difesa vera e propria della città di Visby cominciò tra gli anni '70 e '80 del 1200, con l'erezione di una cinta affacciata sull'entroterra. Il primo muro era alto circa 5-6 metri. Sul lato affacciato alla città, il muro aveva una piattaforma rialzata per gli arcieri con aperture equispaziate e feritoie per scoccare le frecce. Secondo delle esaminazioni dendrocronologiche, l'Österport (il cancello orientale) fu costruito non prima del 1286, seguito da altri due nel 1289 circa: il Norderport (cancello settentrionale) e nel 1294 lo Snäckgärdsporten (il cancello di Snäckgärds). Tra la fine del 1200 e gli inizi del 1300, furono aggiunte circa 20 torri grandi tra i cancelli.
La costruzione delle mura fu probabilmente correlata ai conflitti che scoppiarono tra la città di Visby e la thing della Gotland, che portò a una guerra civile sull'isola nell'1288. Una parte del muro orientale della Kvarntornet (la Torre del mulino) che è stata saccheggiata probabilmente risale all'inizio di questa guerra, quando Visby fu conquistata e depredata.
La costruzione della cinta muraria fu insolita per i paesi nordici durante il Medioevo, quindi la costruzione della cinta testimonia l'importanza commerciale di Visby in quel periodo. Nella Svezia medievale, solo Stoccolma, Kalmar e Visby avevano le cinte murarie.
L'ultima grande ricostruzione della cinta muraria avvenne negli anni 1350, quando il muro fu rinforzato e alzato di 3 metri. Fu incrementate anche le difese, con circa 20 nuove torri attaccate alla parte orientale delle mura. Quando il Re Valdemaro IV di Danimarca conquistò la città nel 1361, ordinò la distruzione di una parte del muro, come atto simbolico. Fu fatto per simboleggiare la sottomissione della città, una pratica che risale al periodo classico. La parte demolita del muro fu ricostruita nel 1363. La torre nell'angolo conosciuta come il Silverhättan (cappello d'argento) risale probabilmente al periodo nel quale Visby apparteneva all'ordine teutonico (1398–1408). È possibile che anche due torri minori, affacciate verso il mare, risalgano a quel periodo. L'ultimo grande attacco a Visby avvenne nel 1525, quando le truppe della città libera di Lubecca attaccarono la città. C'è una parte crollata di muro detta Lübeckerbräschen (breccia di Lubecca) perché tradizionalmente si pensa che indichi la parte di muro distrutta dalla breccia delle truppe di Lubecca, ma è più probabile che quelle macerie siano dovute a un crollo successivo del muro. Tuttavia, è molto probabile che sia in quella parte di muro che le truppe di Lubecca hanno danneggiato le difese della città.
Durante il XVII e l'inizio del XVIII secolo, furono aggiunte due caponiere alla sezione orientale del muro. Lo scopo difensivo del muro in quel periodo era completamente cessato e il muro sopravvisse principalmente come barriera del pedaggio. Quando i pedaggi domestici furono aboliti in Svezia nel 1810, le mura cittadine erano già un luogo storico conosciuto, e questo garantì la loro sopravvivenza.

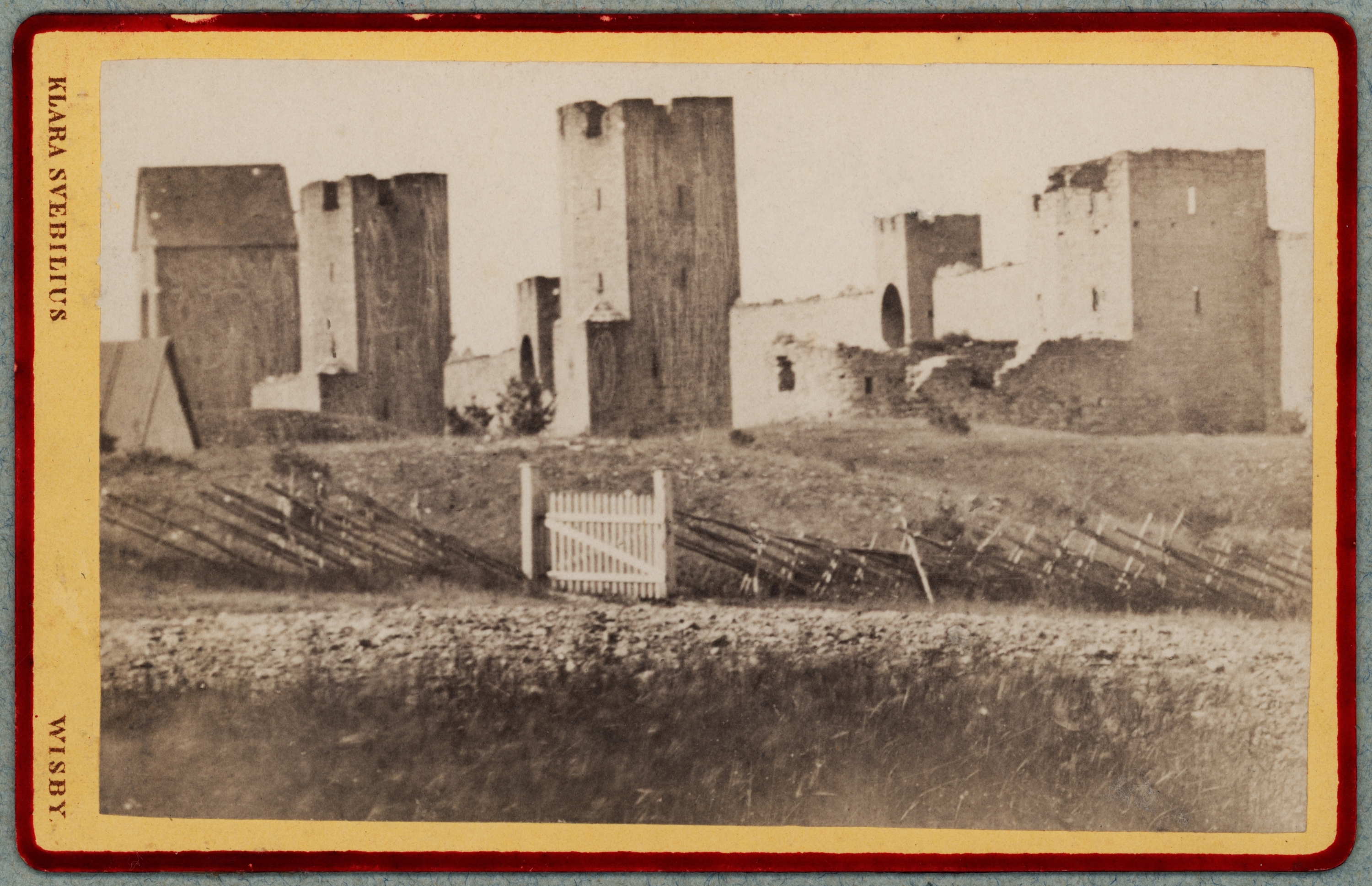
La sezione nord-orientale delle mura, fotografata nella seconda metà del XIX secolo

Le mura furono restaurate dal 1884 al 1886 dall'architetto Emil Victor Langlet.
Nel 2012, crollò una sezione lunga 10 m della parte esterna delle mura. Il restauro della sezione crollata cominciò nel 2013.
Queste mura sono le più resistenti e le più estese mura medievali della Scandinavia, nonché le meglio preservate. Grande parte delle mura originali è ancora intatta e ciò comprende la maggioranza delle torri grandi, le cosiddette "torri sella" (piccole torri a cavalcioni sulle mura) e i cancelli. Inoltre, sono ancora preservate grandi parti del sistema di trincee fuori dalle mura. La cinta muraria è per la maggior parte libera dalla presenza di edifici moderni, ce ne sono pochi visibili da fuori le mura. Prese nel suo insieme, forniscono un ritratto veritiero e unico dell'aspetto originale di una cinta muraria medievale.

## Galleria d'immagini

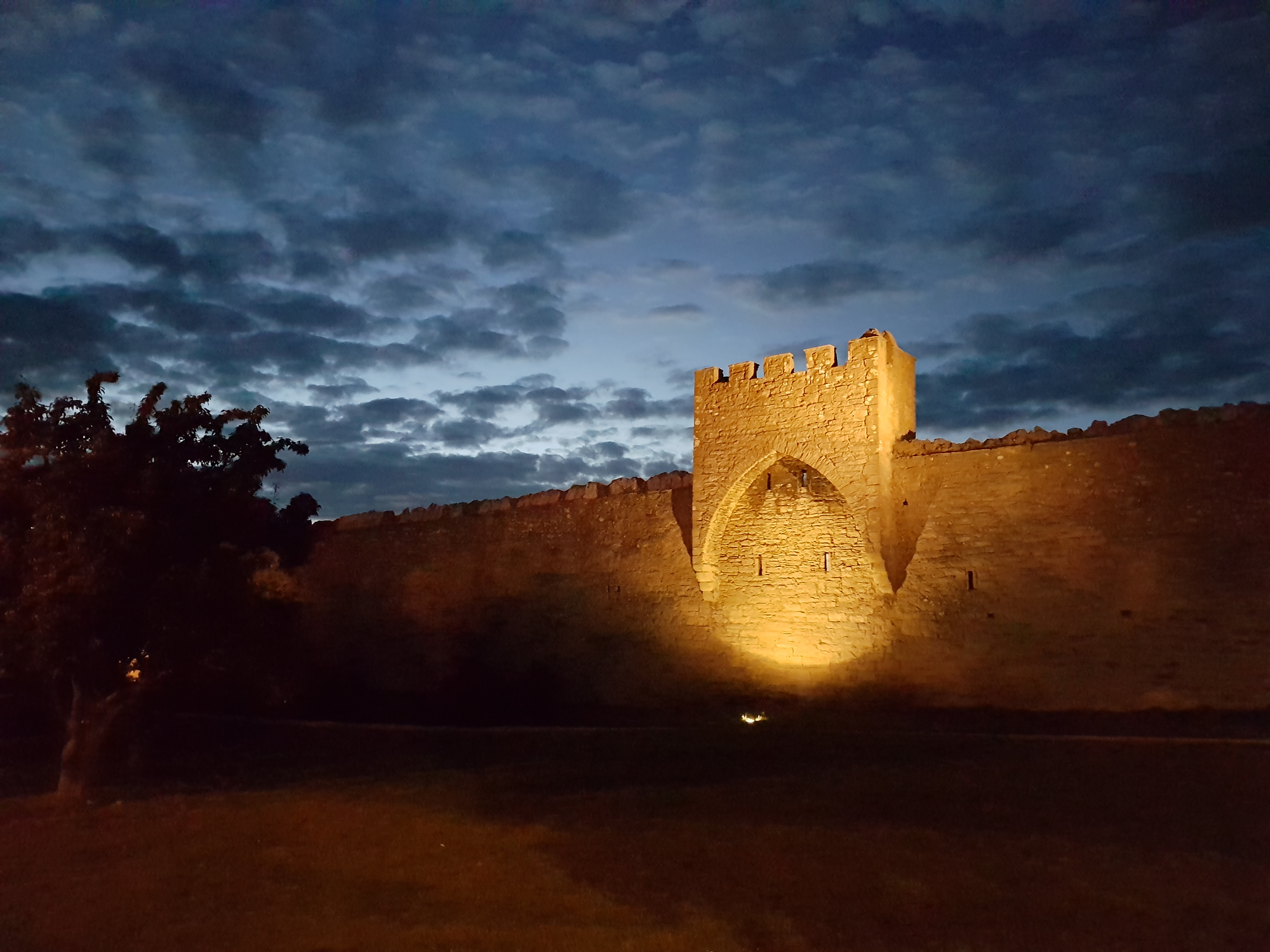
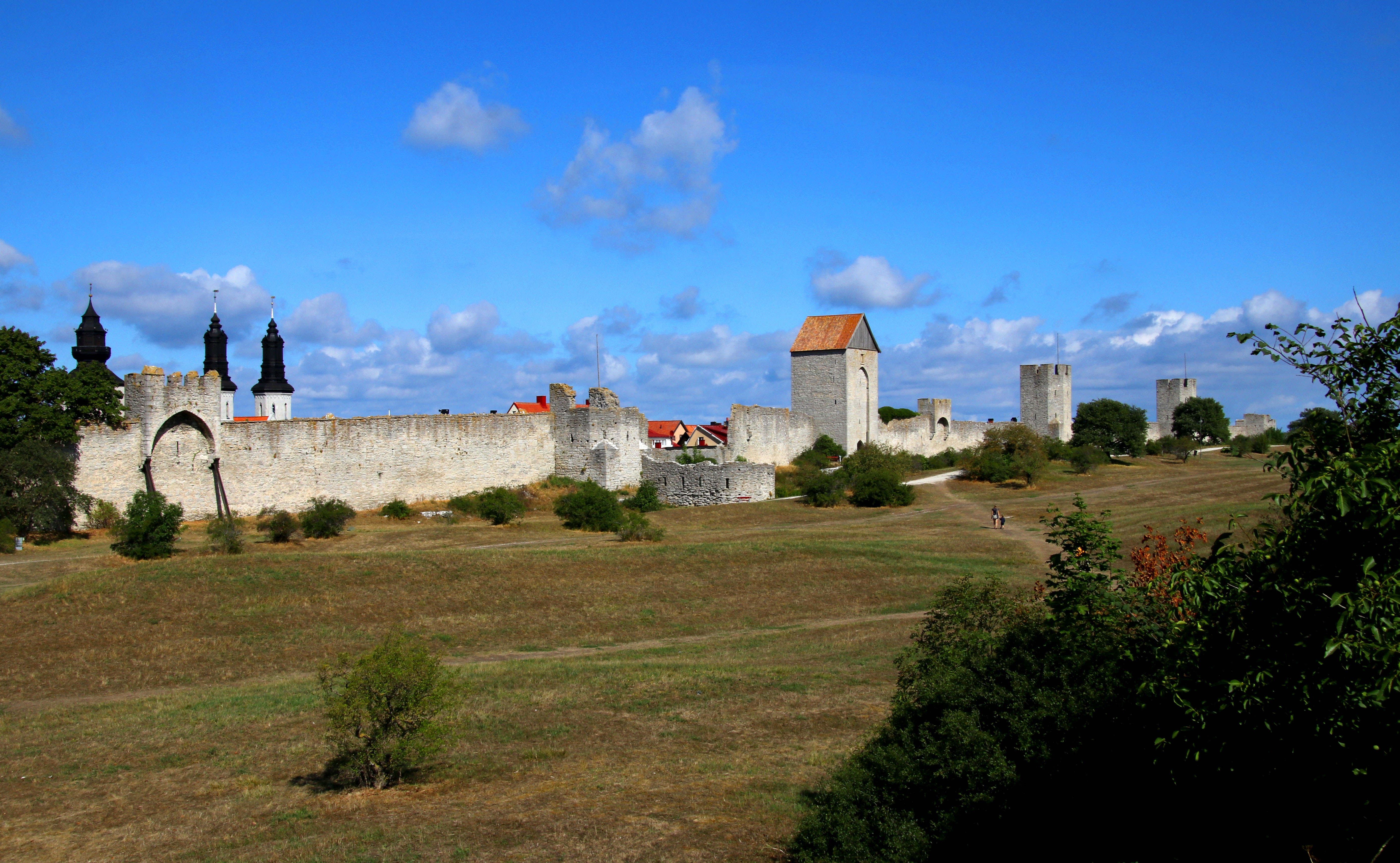